# 道の駅石鳥谷
道の駅石鳥谷（みちのえき いしどりや）は、岩手県花巻市石鳥谷町中寺林にある国道4号の道の駅である。愛称は南部杜氏の里。

## 施設
2022年（令和4年）12月1日、トイレと休憩施設がリニューアルオープンした。2023年（令和5年）7月1日には駐車場工事が完成した。
- 駐車場
  - 普通車：151台
  - 大型車：35台
  - 身障者用：6台
- トイレ（いずれも24時間利用可能）
  - 男
    - 小 7基
    - 大 5基
    - 幼児用小 1基
    - 幼児用大 1基
    - 乳児用（オムツ替え台付き1部屋）
    - オストメイト 1室

  - 女
    - 17基
    - 幼児用 1基
    - 乳児用（オムツ替え台付き1部屋）
    - オストメイト 1室

  - 多機能（身障者用） 1室
  - 授乳室2ブース
  - マンホールトイレ 7基（災害時用）
- 公衆電話：2台
- 公衆FAX：1台
- 酒匠館
  - 物産センター
  - レストラン「りんどう亭」（11:00 - 18:00、冬季17:30）
- 産直「杜の蔵」
- 南部杜氏伝承館（9:00 - 17:00）
- 石鳥谷歴史民俗資料館（9:00 - 17:00）
- 石鳥谷農業伝承館（9:00 - 17:00）

## 休館日
- 酒匠館：12月30日 - 1月1日
- 産直「杜の蔵」：1月1日 - 1月2日
- その他：12月29日 - 1月1日

## アクセス
- 国道4号 - 登録路線
- 東北本線 石鳥谷駅から徒歩10分程度

## 周辺
- 花巻市役所石鳥谷総合支所
- 花巻市石鳥谷医療センター
- 石鳥谷アイスアリーナ
- 岩手県道109号石鳥谷花巻温泉線
- 岩手県道117号石鳥谷停車場線
- 岩手県道265号中寺林犬淵線
- 花巻市立石鳥谷中学校
- 岩手県立花北青雲高等学校
- 石鳥谷郵便局
- 北上川